# Bolwell Nagari
 (juin 2019).
Si vous disposez d'ouvrages ou d'articles de référence ou si vous connaissez des sites web de qualité traitant du thème abordé ici, merci de compléter l'article en donnant les références utiles à sa vérifiabilité et en les liant à la section « Notes et références ».
Pour les articles homonymes, voir Nagari.
La Bolwell Nagari fait référence à deux modèles de voitures de sport produites par Bolwell. La première est la Mk VIII Nagari construite entre 1970 et 1974, la seconde est la Mk X construite depuis 2008.

## Mk VIII

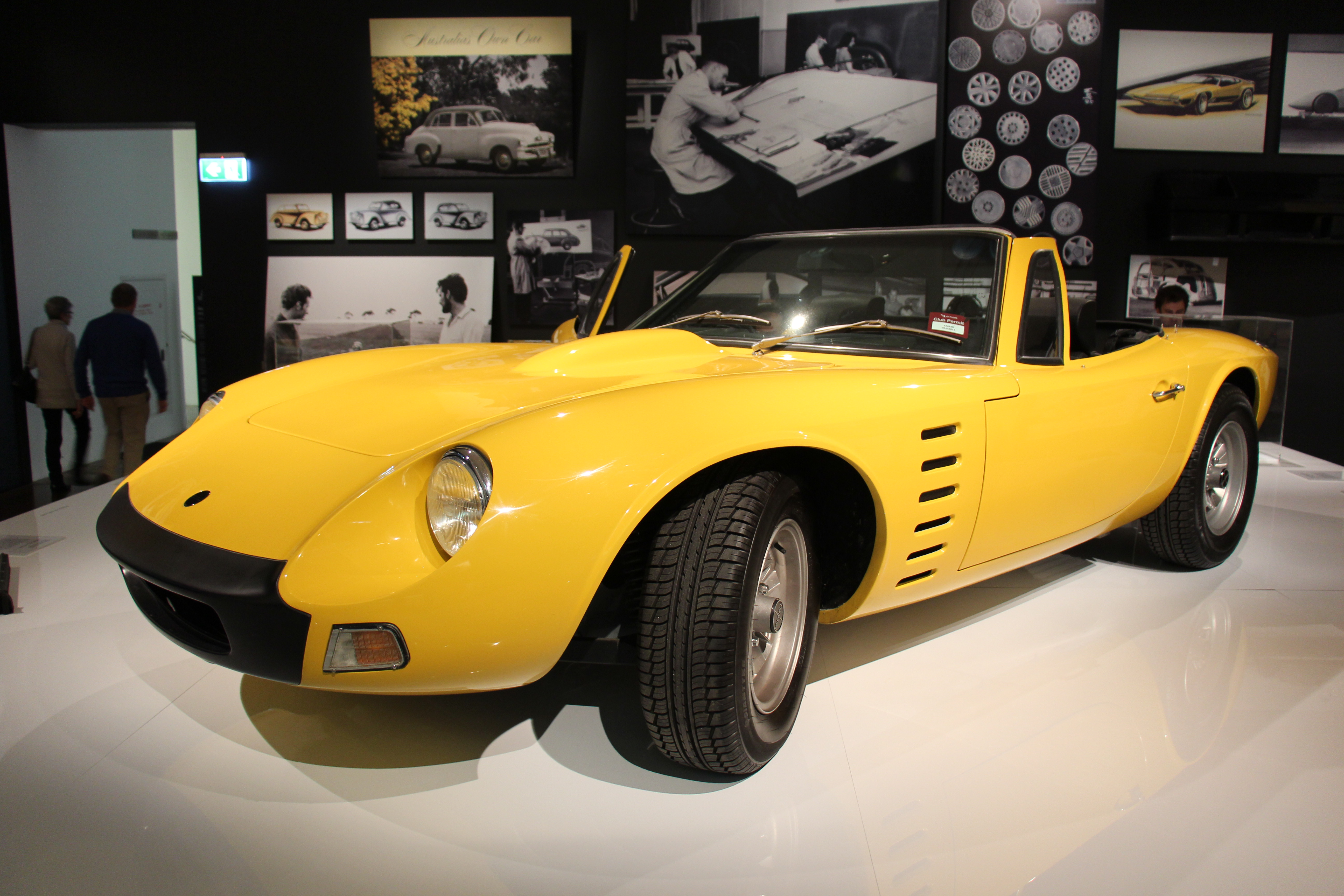
Version cabriolet.

La Mk VIII est disponible en coupé ou cabriolet. La production totale est de 100 coupés et 18 cabriolets produits entre 1970 et 1974. Elle est mue par un V8 Ford 302 ou 351 Ci.
Cette voiture est notamment connue pour avoir permis à Peter Warren de remporter l'Australian Tourist Trophy de 1975.

## Mk X
La Mk X est annoncée dès 2006 comme étant une voiture de sport avec une carrosserie en fibre de carbone. La production est lancée en 2008 et la voiture est mue par le moteur V6 de la Toyota Aurion développant 318 ch pour un poids de 900 kg.